# Harold Switzer
Harold Frederick Switzer, detto Slim (Paris, 16 gennaio 1925 – Glendale, 14 aprile 1967), è stato un attore statunitense, noto per aver recitato nella serie delle Simpatiche canaglie accanto al fratello minore Carl "Alfalfa" Switzer, uno dei personaggi principali della serie.

## Biografia

### Infanzia
Switzer nacque a Paris, in Illinois, da Gladys C. Shanks e George Frederick Switzer. Insieme al fratello minore Carl si fece notare nella sua città natale per il loro talento musicale ed artistico: entrambi, infatti, cantavano e suonavano diversi strumenti.

### Simpatiche canaglie
Nel 1934 la famiglia Switzer fece un viaggio in California per rendere visita a dei parenti. Durante un giro turistico, capitarono agli Hal Roach Studios, dove entrarono con una visita di comitiva. Nel corso della visita, Harold (all'epoca 8 anni) e suo fratello Carl (6 anni) entrarono nel bar degli studios, l'Our Gang Café, e cominciarono ad improvvisare una performance. Il produttore Hal Roach era lì presente e rimase colpito dall'esibizione. Scritturò entrambi i fratellini per alcuni episodi delle Simpatiche canaglie: Harold con i soprannomi di "Slim" e "Deadpan," Carl con quello di "Alfa Alfa."
Il corto d'esordio dei fratelli Switzer nella saga delle Simpatiche canaglie fu La fortuna del principiante (1935). Harold suonava il mandolino mentre assieme al fratello cantava She'll Be Comin' 'Round The Mountain. Entro la fine dell'anno, Carl era diventato uno dei protagonisti della serie, mentre Harold era stato relegato ad un ruolo di contorno. Sia Carl che Harold rimasero nella serie fino al 1940, quando erano ormai diventati troppo grandi: l'ultimo episodio in cui apparve il personaggio di Slim fu The New Pupil.

### Età adulta e morte
Benché il fatto di essere stato una "child star" non l'avesse afflitto degli stessi problemi del fratello minore, anche Harold ebbe le sue grane. Per molti anni lavorò per il franchising della Speed Queen Company come installatore e manutentore di lavatrici ed asciugatrici. Nel 1967 uccise un cliente durante un alterco; a seguito di quanto accaduto, Harold prese la sua auto e si portò in una zona isolata vicino a Glendale, dove si suicidò all'età di 42 anni.
Harold "Slim" Switzer è sepolto all'Hollywood Forever Cemetery di Hollywood, di fianco al fratello Carl.

## Vita privata
Harold Switzer fu sposato con Beverly Osso per oltre 10 anni, unione dalla quale nacquero tre bambini: Judith Ann, Tony Frederick e Teddy Berton. Switzer ebbe anche una figlia da una tale Miss Rose, Gladys Lavon.

## Filmografia completa

### Attore
- Beginner's Luck regia di Gus Meins (1935)
- Teacher's Beau regia di Gus Meins (1935)
- Sprucin' Up regia di Gus Meins (1935)
- Our Gang Follies of 1936 regia di Gus Meins (1935)
- The Pinch Singer regia di Fred C. Newmeyer (1936)
- Divot Diggers regia di Robert F. McGowan (1936)
- La ragazza di Boemia regia di James W. Horne e Charley Rogers (1936)
- The Lucky Corner regia di Gus Meins (1936)
- Too Many Parents regia di Robert F. McGowan (1936)
- Arbor Day regia di Fred C. Newmeyer (1936)
- Bored of Education regia di Gordon Douglas (1936)
- Two Too Young regia di Gordon Douglas (1936)
- Pay As You Exit regia di Gordon Douglas (1936)
- General Spanky regia di Gordon Douglas e Fred C. Newmeyer (1936)
- Reunion in Rhythm regia di Gordon Douglas (1937)
- Glove Taps regia di Gordon Douglas (1937)
- Hearts Are Thumps regia di Gordon Douglas (1937)
- Rushin' Ballet regia di Gordon Douglas (1937)
- Fishy Tales regia di Gordon Douglas (1937)
- The Pigskin Palooka regia di Gordon Douglas (1937)
- Mail and Female regia di Fred C. Newmeyer (1937)
- Our Gang Follies of 1938 regia di Gordon Douglas (1937)
- Three Men in a Tub regia di Nate Watt (1938)
- Came the Brawn regia di Gordon Douglas (1938)
- The Little Ranger regia di Gordon Douglas (1938)
- Party Fever regia di George Sidney (1938)
- Aladdin's Lantern regia di Gordon Douglas (1938)
- Clown Princes regia di George Sidney (1939)
- Cousin Wilbur regia di George Sidney (1939)
- Dad for a Day regia di Edward L. Cahn (1939)
- Time Out for Lessons regia di Edward L. Cahn e Bud Murray (1939)
- The Big Premiere regia di Edward L. Cahn (1940)
- The New Pupil regia di Edward L. Cahn (1940)